# Edmond Loutil
Eugène Edmond Loutil, dit Pierre l'Ermite, né le 17 novembre 1863 à Mohon (Ardennes) et mort le 16 avril 1959 à Paris, est un curé de paroisse devenu chanoine honoraire du chapitre de Paris et protonotaire apostolique. Il fut également un journaliste, rédacteur à La Croix dès 1891 et un écrivain sous le pseudonyme de Pierre l'Ermite.

## Biographie
Il est né en novembre 1863 au sein d'une modeste famille ardennaise, à Mohon, commune attenante à Mézières (la préfecture des Ardennes). Il est le fils de Théophile Loutil, menuisier de son état, et de son épouse Thérèse Schomas, d'origine alsacienne. Très jeune, ses études le conduisent à Paris, chez les Frères des écoles chrétiennes, au petit séminaire de Saint-Nicolas-du-Chardonnet, puis au grand séminaire d'Issy. Âgé de vingt ans, il est atteint de tuberculose, mais il en guérit, « miraculeusement », lors d'un séjour en Alsace. Il est ordonné prêtre en 1888.
En tant qu'ecclésiastique, il débute comme vicaire à Clichy-la-Garenne, en proche banlieue parisienne. Il s'intéresse concurremment au journalisme, pour diffuser ses convictions vers un public plus large : « la parole du prêtre dans son église n'atteint guère que les convertis. Le journal, lui, va partout ». En 1896, il devint vicaire à l'église Saint-Roch, dans le premier arrondissement. Il anime des  conférences avec l'abbé Louis Poulin. En 1906, il est nommé second vicaire à l'église Saint-Pierre-de-Chaillot, dans le seizième arrondissement. En 1913, il devient curé de l'église Saint-Jean de Montmartre, construite depuis moins de 10 ans, dans le quartier du 18e arrondissement, un quartier fréquenté par les artistes de la Belle Époque. il est surnommé le «curé du Moulin-Rouge» et tente d'ailleurs en 1915 d'acquérir ce lieu de plaisir pour en faire un sanctuaire religieux, sans parvenir à concrétiser cette acquisition. 
En 1919, le cardinal Amette le choisit comme curé de Saint-François-de-Sales, dans le dix-septième arrondissement, fonction qu'il assume jusqu'à sa mort. Il s'occupe également de colonies de vacances catholiques, conçues comme un prolongement du patronage paroissial : il séjourne notamment tous les étés de 1919 à 1941 au sein d'une colonie qu'il a implantée à la Garennerie, sur l'île de Noirmoutier.
Pierre l'Ermite est également journaliste et secrétaire de rédaction au journal La Croix. Il y écrit, durant toute sa vie active, de nombreux articles, jusqu'aux années 1950, sous le pseudonyme de Pierre L'Ermite (choisit en mémoire du prédicateur Pierre l'Ermite). De même est-il romancier.
On lui doit la décision, le financement et l'édification de l'église Sainte-Odile.,,, toujours dans le dix-septième arrondissement. En effet, en 1934, il décide avec Mgr Verdier de la construction,, puis signe durant l'automne les premiers papiers appelant à la générosité publique. Ce financement est long car il ne profite pas des fonds de l'Œuvre des Chantiers du Cardinal. Edmond Loutil rapporte ainsi les propos passés du cardinal Verdier la veille de la création officielle de la paroisse le 19 avril 1953 :

« Mon petit, mais certainement il vous faut bâtir une église à sainte Odile, que vous Alsaciens, vous aimez tant. Seulement je vous préviens que moi aussi j'ai mes chantiers. Et ils me suffisent. Je vous donnerai donc de tout cœur ma bénédiction, mais pas un sou »

— cardinal Verdier, Église Sainte-Odile : Histoire Art Spiritualité
Ainsi, le père Loutil dû faire avec le soutien, non financier, mais moral du cardinal Verdier, comme ce dernier le fit remarquer le 24 mars 1935 lors de la pose de la première pierre de l'église :

« Je l'ai donc appelé un jour, à l'archevêché. Je lui ai demandé de faire une église nouvelle, qui décorerait ce quartier, et surtout, je lui ai dit qu'il faudra qu'elle soit dédiée à sainte Odile. J'étais sûr que j'allais à son cœur, aux plus émouvants souvenirs de son enfance et de sa foi patriotique. »

— Cardinal Verdier, Église Saint Odile : Histoire Art Spiritualité
Loutil étant alsacien par sa mère, la paroisse est érigée du nom d'une sainte alsacienne et « en reconnaissance française à la fidélité de l'Alsace en exil de 1871 à 1918 ». Dans la grande verrière dédiée à Sainte Odile, au milieu dans la nef, l'artiste François Décorchemont représente le prêtre portant la maquette de l'église.
Il est fait, à titre honorifique, chanoine honoraire du Chapitre de Paris, puis, en 1948 protonotaire apostolique, ce qui lui confère le titre de Monseigneur.

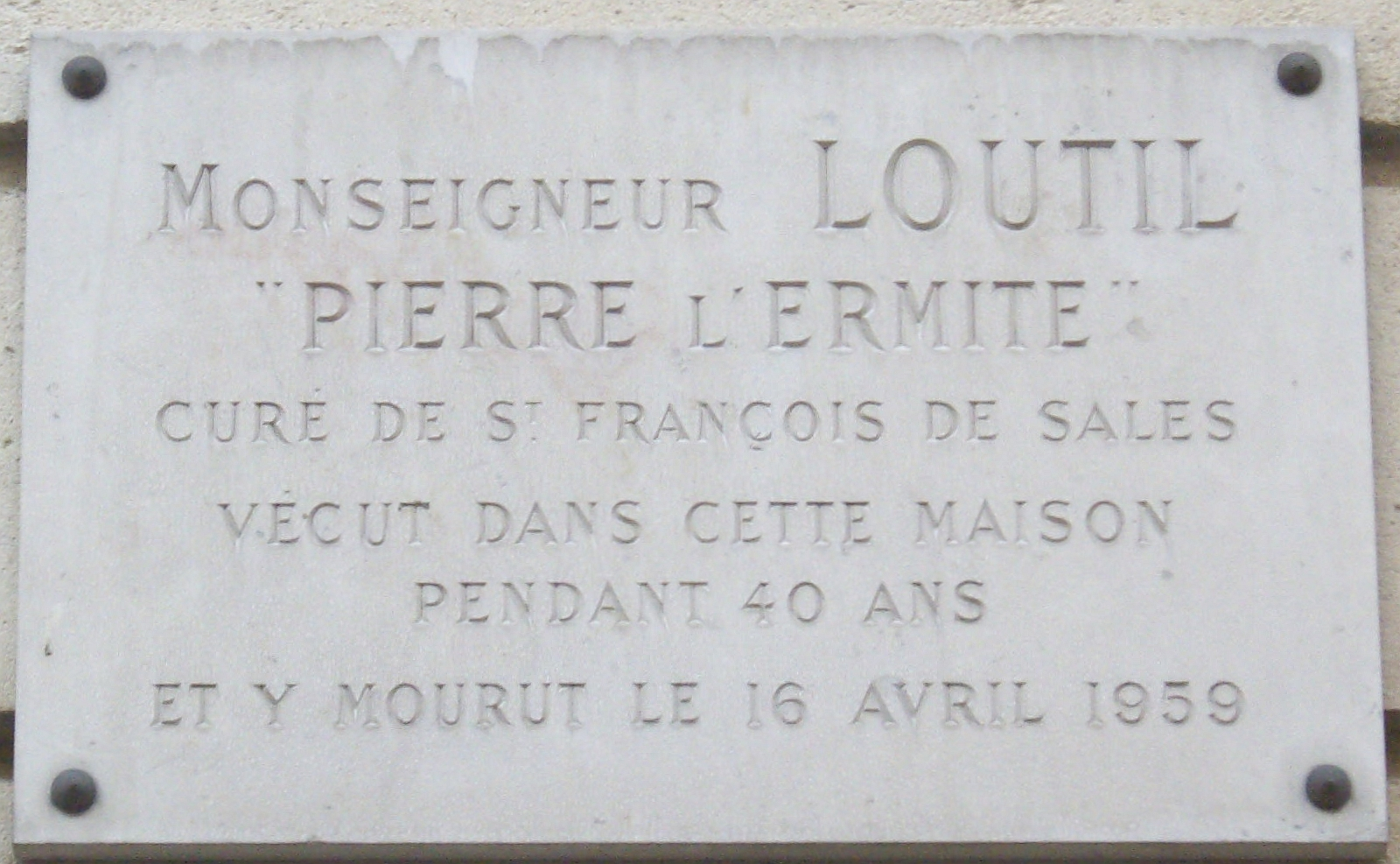
Plaque apposée au 3, rue Viète.

Il meurt le 16 avril 1959, âgé de quatre-vingt-quinze ans.

## Le journaliste
Il commence sa carrière de journaliste au journal La Croix dès 1890, et la termine, par sa dernière chronique hebdomadaire, le 11 avril 1959, cinq jours avant sa mort. Il a écrit trois mille chroniques publiées dans La Croix et dans les éditions de province de ce journal. Ce quotidien catholique fait partie du groupe de la Maison de la Bonne Presse, fondé quelques années auparavant par le père Emmanuel d'Alzon, également fondateur de la congrégation religieuse catholique Les Augustins de l'Assomption.
En 1890, une partie significative de l’Église française, dont les assomptionnistes, est sur la défensive face à l'anticléricalisme qui prévaut au plus haut sommet de la Troisième République. Sans être assomptionniste, l’abbé Loutil contribue à ce combat défensif, y apportant «sa manière d’écrire, gouailleuse, imagée, populaire». Il conçoit visiblement son travail de journaliste comme une autre manière d'exercer son apostolat. Il s'y montre conforme aux positions défendues jusqu'à la Seconde Guerre mondiale par ce journal, quelquefois antisémite, réactionnaire et passéiste, n'hésitant pas à dénoncer dans l'action des pouvoirs publics des complots de la franc-maçonnerie, défendant l'enseignement catholique et stigmatisant par contre l’égoïsme des riches.
Durant l’occupation allemande, Edmond Loutil se montre proche du régime de Vichy, en raison de son attachement à la paix, à la famille, aux traditions, mais sans excès. Lui-même ne verse jamais dans la collaboration, ni dans ses articles ni dans les propos qu'il adresse à ses paroissiens. Et son dossier de titulaire de la Légion d'Honneur précise, avec une formulation prudente, que « durant l'occupation, ses sermons auraient été légèrement nuancés de propos anti-allemands ».
Après la Libération, tout en restant fidèle aux valeurs chrétiennes, le journal La Croix cherche à gagner en neutralité politique et en qualité journalistique. Edmond Loutil est un peu marginalisé par les nouvelles orientations éditoriales du quotidien, qui choisit d’intégrer dans sa rédaction un nombre croissant de journalistes laïcs, notamment Jean Boissonnat, Jacques Duquesne, ou Noël Copin.

## Le romancier
Edmond Loutil est l'auteur de onze recueils de nouvelles et de vingt-sept romans. Très populaires, seize de ses romans ont été tirés à plus de cent mille exemplaires. Paru en 1899, le roman La Grande Amie a ainsi été diffusé en 370 000 exemplaires en 1930, et Comment j'ai tué mon enfant, paru en 1921, à 358 000 exemplaires en 1959. La Vieille Fille publié en 1921 a atteint 220 000 exemplaires en 1927.
Compte tenu de la longévité de son activité littéraire, Edmond Loutil a été lu par plusieurs générations successives de catholiques, avant que ses œuvres sombrent dans l'oubli.

## Œuvres
- Restez chez Vous!, Paris, Maison de la Bonne Presse, (1891 ?) ; 1895 ; 1908 ; 1946
- L'Abbé Châtel 1795-1857, Paris, les Contemporains, 3e année, n° 78, 1894, 16 p.
- Boissarie, Zola. Conférence de Luxembourg, 1895
- Anecdotes sur Mgr Renou, Impr. de Laforest, 1895, 15 p.
- En garde!, Impr. de E. Petithenry, 1895, 32 p.
- Et de quatre!..., Paris, Maison de la Bonne Presse, 1897; 1910
- (avec Louis Poulin) Conférences de Saint-Roch. 1. Dieu : son existence, sa nature, sa providence, ses droits sur l'homme, Paris, Maison de la Bonne Presse, 1898
- (avec Louis Poulin) Conférences de Saint-Roch. 2. L'âme : Existence de l'âme, Spiritualité, Immortalité, Liberté, Responsabilité, Paris, Maison de la Bonne Presse, 1899
- La Grande Amie, Paris, Maison de la Bonne Presse, 1899; 1936.

- Prix Montyon 1900 de l’Académie française
- Une idée, pavoisons pour le Sacré Cœur..., Paris, Maison de la Bonne Presse, 1900, 15 p.
- Le Soc, Paris: Maison de la Bonne Presse, 1900; 1908
- L'Eprise, 1900; Hardpress Publishing, 2013
- (avec Louis Poulin) Conférences de Saint-Roch. 3. La Religion: la Religion naturelle, la Révélation, le Surnaturel, le Miracle, la vraie Religion, Paris, Maison de la Bonne Presse, 1901
- (avec Louis Poulin) Conférences de Saint-Roch. 4. Les Religions diverses: le paganisme, les Dieux de l'Inde, Bouddha, Mahomet, le Judaïsme, Transcendance du Christianisme, Paris: Maison de la Bonne Presse, 1902
- L'Emprise, Paris, Maison de la Bonne Presse, 1903; 1908
- (avec Louis Poulin) Conférences de Saint-Roch. 5. Les Evangiles et la critique: authenticité, intégrité, les trois synoptiques, le IVme Evangile. Véracité, Paris, Maison de la Bonne Presse, 1903
- (avec Louis Poulin) Conférences de Saint-Roch. 6. La divinité de Jésus-Christ: le fait de l'affirmation, valeur de l'affirmation, les miracles, les prophéties, la résurrection, Paris: Maison de la Bonne Presse, 1904
- À ceux qui aiment le Sacré-Cœur, Éd. Privas, Impr. de J. Galland, 1906, 53 p.
- La Paix armée : Opinions d'un positiviste, 1906, 35 p.
- (avec Louis Poulin) Conférences de Saint-Roch. 7. Nos dogmes dans l’Évangile: la Trinité, l'Incarnation, la grâce et les sacrements, le royaume de Dieu, Paris, Maison de la Bonne Presse, 1907; Nabu Press, 2011
- La Brisure. Roman, Paris, Maison de la Bonne Presse, 1907; 1945; 1956
- Le Grand Mufflo, Paris, Maison de la Bonne Presse, 1908
- Et ça...?, Paris, Maison de la Bonne Presse, 1909
- Révoqué, Impr. de Féron-Vrau, 1910,  62 p.
- Les deux mains, Paris, Maison de la Bonne Presse, 1911
- Visions aiguës de guerre, Paris, Bonne Presse, 1915; 1922
- Comment j'ai tué mon enfant, Paris, Maison de la Bonne Presse, 1921
- La Vieille Fille, Paris, Maison de la Bonne Presse, 1921; 1924; 1941
- Les Miettes, Paris, Maison de la Bonne Presse, 1922
- (avec Alfred Plauzeau) La trouée, Paris, Maison de la Bonne Presse, 1923; 1926; 1931; 1938
- Les Personnes d'œuvre et le recrutement sacerdotal : Rapport présenté au 1er Congrès national de recrutement sacerdotal Paris 1925, Paris: Bloud & Gay, 1925 , 29 p.
- La Femme aux yeux ouverts. Roman, Paris, Maison de la Bonne Presse, 1927; 1934
- Les Fumées bleues, Paris, Maison de la Bonne Presse, 1929
- Le Monsieur en gris. Roman, Paris, Maison de la Bonne Presse, 1930; 1941
- La Lampe dans la Maison, Paris, Maison de la Bonne Presse, 1932
- Pas de prêtre entre toi et moi!.. Roman, Paris, Maison de la Bonne Presse, 1933; 1946
- Tout se paye..., Paris, Maison de la Bonne Presse, 1935; 1946
- Pour les soirs de cafard!, Paris, Maison de la Bonne Presse, 1936
- Le Bonheur est simple..., Paris, Bonne Presse, 1936; 1956
- Avons-nous encore besoin de Dieu ?, 1937
- L'homme qui approche... Roman, Paris, Maison de la Bonne Presse, 1938
- Les hommes sont fous! Roman, Paris, Maison de la Bonne Presse, 1940
- (avec André Bach, Maurice Nédoncelle, Maurice Feltin) Le royaume de Dieu est parmi vous : Fragments spirituelles, Paris, Bloud & Gay, 1941
- Mieux que le mariage, Paris, Maison de la Bonne Presse, 1942; 1944; 1947
- Il était deux femmes. Roman, Paris, Maison de la Bonne Presse, 1943; 1949
- Sainte Odile à Paris, Paris, Bonne Presse, 1944; 1945; 1946
- La Femme aux yeux fermés. Roman, Paris, Maison de la Bonne Presse, 1946
- La Jeune Fille en bleu... Roman, Paris, Bonne Presse, 1946; 1947
- En perte de vitesse, Paris, Bonne Presse, 1948
- Le mariage idiot, Paris: Bonne Presse, 1949
- Les hommes sont fous. Édition définitive, Paris: Bonne Presse, 1950
- La journée de Satan, Paris: Bonne Presse, 1952 (3e éd.)
- Le Fiancé invisible, Paris: Bonne Presse, 1951; 8e éd. 1952
- Peut-on aimer deux fois...?, Paris: Bonne Presse, 1953, 1954
- Ma main dans ta main, Paris: Bonne Presse, 1954
- Je regarde ma vie: Souvenirs d'un vieux curé de Paris..., Paris: Éditions du Centurion, 1955
- Aime, quand même, Paris: Maison de la Bonne Presse, 1956
- La Ligne droite, toujours!, Paris: Maison de la Bonne Presse, 1957
- Les Nuages passent, Paris, Bonne Presse, 1958
- Les plus belles pages de Pierre l'Ermite. Nouvelles, Paris, Bonne Presse, 1959 ; 1961
- Au fil de l'année chrétienne, Paris, Bonne Presse, 1960